# Condado de Warren (Carolina do Norte)
O Condado de Warren é um dos 100 condados do estado americano da Carolina do Norte. A sede do condado é Warrenton, e sua maior cidade é Warrenton. O condado possui uma área de 1 149 km² (dos quais 39 km² estão cobertos por água), uma população de 19 972 habitantes, e uma densidade populacional de 18 hab/km² (segundo o censo nacional de 2000). O condado foi fundado em 1779.